# Mukyōkai
Die Mukyōkai-Bewegung (jap. 無教会, „Nicht-Kirche“) ist eine christliche Bewegung, die von Uchimura Kanzō 1901 gegründet wurde und hauptsächlich in Japan aktiv ist. Sie entwickelte sich zunächst unter ärmlichen Verhältnissen aus einer Abspaltung der methodistischen Kirche. Die Mukyōkai-Bewegung versteht sich als Rückkehr zum „ursprünglichen“ Christentum der Evangelien. Die Bewegung hat weder Klerus noch Sakramente noch Kirchbauten.
Die Zahl der Anhänger wurde 1956 auf 50.000 bis 100.000 geschätzt, bei etwa 500.000 Christen in Japan.
1979 zählte die Bewegung geschätzte 35.000 Anhänger in Japan, Taiwan und Korea.

## Theologie
Uchimura verstand das Christentum als höchst individuelles Verhältnis des Einzelnen zu Gott mittels der Bibel. Aus dieser Grundüberzeugung lehnte er die Relevanz von organisatorischen Strukturen zur Heilsvermittlung ab. Weder die Institution Kirche noch die Sakramente spielten für ihn folglich eine große Rolle. Einzig die Bibellektüre und das individuelle Gewissen waren ihm wichtig. Die christlichen Kirchen hatten diese einfache Einsicht verraten, indem sie mehr als nur eine Gemeinschaft der Gläubigen geworden waren. Daher gründete Uchimura die Mu-kyokai-(Nicht-Kirchen-)Bewegung.
Praxis der Bewegung wurde zum einen die gemeinsame Bibellektüre und -auslegung und zum anderen das Gedenken an den Todestag Uchimuras.
Emil Brunner und andere übernahmen die Deutung Uchimuras, die die Mukyokai als genuin japanischen Umgang mit dem Christentum begreift. Das Japanische an dieser Praxis meint hier: Religion ohne feste Institution.